# Physobius rappi
Physobius rappi är en mångfotingart som beskrevs av Chamberlin 1945. Physobius rappi ingår i släktet Physobius och familjen stenkrypare. Inga underarter finns listade i Catalogue of Life.